# Stefano Guerrini
Stefano Guerrini (Brescia, 31 maart 1978) is een Italiaans voormalig wielrenner.

## Carrière
In 2000 won Guerrini de proloog en een etappe in de Ronde van de Isard en werd hij tiende in de wegwedstrijd voor beloften op zowel het Europese als het wereldkampioenschap.
Na een stageperiode werd Guerrini in 2001 prof bij Panaria-Fiordo. In zijn eerste seizoen bij de ploeg startte hij in de Ronde van Lombardije, die hij niet uitreed. Een jaar later reed hij in Milaan-Sanremo naar plek 149.
In 2004 reed Guerrini voor het Japanse Team Nippo. Hij won dat jaar de openingsetappe in de Ronde van Marokko en de slotrit in de Ronde van Japan.

## Palmares

### Overwinningen
2000
Proloog en 5e etappe Ronde van de Isard
2004
1e etappe Ronde van Marokko
6e etappe Ronde van Japan

### Resultaten in voornaamste wedstrijden
| Jaar | Milaan-San Remo | Ronde van Lombardije |
| ---- | --------------- | -------------------- |
| 2001 |                 | opgave               |
| 2002 | 149e            |                      |

## Ploegen
- 2000 –  Panaria-Gaerne (stagiair vanaf 1 september)
- 2001 –  Panaria-Fiordo
- 2002 –  Panaria-Fiordo
- 2004 –  Team Nippo
- 2005 –  Ceramica Flaminia